# حسين حلمي المانسترلي
حسين حلمي المانسترلي (ولد في الدقهلية 1310 هـ / 1892م - توفي في القاهرة 1382 هـ / 1962 م)، كاتب أغاني وشاعر غنائي مصري.

## حياته
عمل بوزارة الأوقاف المصرية، إضافةً إلى أنه محب للفن، وكثيرًا ما كان يُخصص قصره كمنتدى لأهل الفن.

## أعماله
كتب الكثير من القصائد، ولكن لم يعثر إلا على قصيدة منشورة في مجلة اللطائف المصورة - القاهرة 1917.
كتب العديد من الأغاني والمونولوجات الشعبية، وقد تم نشرها ضمن كتاب «سلسلة تراثنا الشعبي» - القاهرة، وكتب حوارات بعض الأفلام السينمائية، ومنها: «الضحايا»، و«الأم»، و«الزهرة»، و«ليلى بنت الصحراء»، وكتب أكثر من (20) مسرحية من ذات الفصل الواحد.
فاز بالجائزة الأولى في الأغنية القصيرة على مستوى القطر المصري - 1955، كما فاز بالجائزة الأولى في المسرحية ذات الفصل الواحد في العام نفسه.
أكثر شعره أغان ومونولوجات شعبية. ووصلنا من شعره الفصيح قصيدة واحدة متوسطة الطول تجري على النسق المألوف في الرثاء.